# جنتلمن‌های برونکوس
جنتلمن‌های برونکوس (به انگلیسی: Gentlemen Broncos) فیلمی محصول سال ۲۰۰۹ و به کارگردانی جارد هس است. در این فیلم بازیگرانی همچون مایکل آنگارانو، جامین کلمنت، جنیفر کولیج، سم راکول، هالی فایفر، جاش پایس، مایک وایت و کلایو رویل ایفای نقش کرده‌اند.